# 1000
Portal Geschichte | Portal Biografien | Aktuelle Ereignisse | Jahreskalender | Tagesartikel

◄ |
9. Jahrhundert |
10. Jahrhundert
| 11. Jahrhundert | ►

◄ |
970er |
980er |
990er |
1000er
| 1010er | 1020er | 1030er | ►

◄◄ |
◄ |
996 |
997 |
998 |
999 |
1000
| 1001 | 1002 | 1003 | 1004 | ► | ►►
Staatsoberhäupter  · Nekrolog
| Januar | Januar | Januar | Januar | Januar | Januar | Januar | Januar |
| Kw     | Mo     | Di     | Mi     | Do     | Fr     | Sa     | So     |
| ------ | ------ | ------ | ------ | ------ | ------ | ------ | ------ |
| 1      | 1      | 2      | 3      | 4      | 5      | 6      | 7      |
| 2      | 8      | 9      | 10     | 11     | 12     | 13     | 14     |
| 3      | 15     | 16     | 17     | 18     | 19     | 20     | 21     |
| 4      | 22     | 23     | 24     | 25     | 26     | 27     | 28     |
| 5      | 29     | 30     | 31     |        |        |        |        |

| Februar | Februar | Februar | Februar | Februar | Februar | Februar | Februar |
| Kw      | Mo      | Di      | Mi      | Do      | Fr      | Sa      | So      |
| ------- | ------- | ------- | ------- | ------- | ------- | ------- | ------- |
| 5       |         |         |         | 1       | 2       | 3       | 4       |
| 6       | 5       | 6       | 7       | 8       | 9       | 10      | 11      |
| 7       | 12      | 13      | 14      | 15      | 16      | 17      | 18      |
| 8       | 19      | 20      | 21      | 22      | 23      | 24      | 25      |
| 9       | 26      | 27      | 28      | 29      |         |         |         |

| März | März | März | März | März | März | März | März |
| Kw   | Mo   | Di   | Mi   | Do   | Fr   | Sa   | So   |
| ---- | ---- | ---- | ---- | ---- | ---- | ---- | ---- |
| 9    |      |      |      |      | 1    | 2    | 3    |
| 10   | 4    | 5    | 6    | 7    | 8    | 9    | 10   |
| 11   | 11   | 12   | 13   | 14   | 15   | 16   | 17   |
| 12   | 18   | 19   | 20   | 21   | 22   | 23   | 24   |
| 13   | 25   | 26   | 27   | 28   | 29   | 30   | 31   |

| April | April | April | April | April | April | April | April |
| Kw    | Mo    | Di    | Mi    | Do    | Fr    | Sa    | So    |
| ----- | ----- | ----- | ----- | ----- | ----- | ----- | ----- |
| 14    | 1     | 2     | 3     | 4     | 5     | 6     | 7     |
| 15    | 8     | 9     | 10    | 11    | 12    | 13    | 14    |
| 16    | 15    | 16    | 17    | 18    | 19    | 20    | 21    |
| 17    | 22    | 23    | 24    | 25    | 26    | 27    | 28    |
| 18    | 29    | 30    |       |       |       |       |       |

| Mai | Mai | Mai | Mai | Mai | Mai | Mai | Mai |
| Kw  | Mo  | Di  | Mi  | Do  | Fr  | Sa  | So  |
| --- | --- | --- | --- | --- | --- | --- | --- |
| 18  |     |     | 1   | 2   | 3   | 4   | 5   |
| 19  | 6   | 7   | 8   | 9   | 10  | 11  | 12  |
| 20  | 13  | 14  | 15  | 16  | 17  | 18  | 19  |
| 21  | 20  | 21  | 22  | 23  | 24  | 25  | 26  |
| 22  | 27  | 28  | 29  | 30  | 31  |     |     |

| Juni | Juni | Juni | Juni | Juni | Juni | Juni | Juni |
| Kw   | Mo   | Di   | Mi   | Do   | Fr   | Sa   | So   |
| ---- | ---- | ---- | ---- | ---- | ---- | ---- | ---- |
| 22   |      |      |      |      |      | 1    | 2    |
| 23   | 3    | 4    | 5    | 6    | 7    | 8    | 9    |
| 24   | 10   | 11   | 12   | 13   | 14   | 15   | 16   |
| 25   | 17   | 18   | 19   | 20   | 21   | 22   | 23   |
| 26   | 24   | 25   | 26   | 27   | 28   | 29   | 30   |

| Juli | Juli | Juli | Juli | Juli | Juli | Juli | Juli |
| Kw   | Mo   | Di   | Mi   | Do   | Fr   | Sa   | So   |
| ---- | ---- | ---- | ---- | ---- | ---- | ---- | ---- |
| 27   | 1    | 2    | 3    | 4    | 5    | 6    | 7    |
| 28   | 8    | 9    | 10   | 11   | 12   | 13   | 14   |
| 29   | 15   | 16   | 17   | 18   | 19   | 20   | 21   |
| 30   | 22   | 23   | 24   | 25   | 26   | 27   | 28   |
| 31   | 29   | 30   | 31   |      |      |      |      |

| August | August | August | August | August | August | August | August |
| Kw     | Mo     | Di     | Mi     | Do     | Fr     | Sa     | So     |
| ------ | ------ | ------ | ------ | ------ | ------ | ------ | ------ |
| 31     |        |        |        | 1      | 2      | 3      | 4      |
| 32     | 5      | 6      | 7      | 8      | 9      | 10     | 11     |
| 33     | 12     | 13     | 14     | 15     | 16     | 17     | 18     |
| 34     | 19     | 20     | 21     | 22     | 23     | 24     | 25     |
| 35     | 26     | 27     | 28     | 29     | 30     | 31     |        |

| September | September | September | September | September | September | September | September |
| Kw        | Mo        | Di        | Mi        | Do        | Fr        | Sa        | So        |
| --------- | --------- | --------- | --------- | --------- | --------- | --------- | --------- |
| 35        |           |           |           |           |           |           | 1         |
| 36        | 2         | 3         | 4         | 5         | 6         | 7         | 8         |
| 37        | 9         | 10        | 11        | 12        | 13        | 14        | 15        |
| 38        | 16        | 17        | 18        | 19        | 20        | 21        | 22        |
| 39        | 23        | 24        | 25        | 26        | 27        | 28        | 29        |
| 40        | 30        |           |           |           |           |           |           |

| Oktober | Oktober | Oktober | Oktober | Oktober | Oktober | Oktober | Oktober |
| Kw      | Mo      | Di      | Mi      | Do      | Fr      | Sa      | So      |
| ------- | ------- | ------- | ------- | ------- | ------- | ------- | ------- |
| 40      |         | 1       | 2       | 3       | 4       | 5       | 6       |
| 41      | 7       | 8       | 9       | 10      | 11      | 12      | 13      |
| 42      | 14      | 15      | 16      | 17      | 18      | 19      | 20      |
| 43      | 21      | 22      | 23      | 24      | 25      | 26      | 27      |
| 44      | 28      | 29      | 30      | 31      |         |         |         |

| November | November | November | November | November | November | November | November |
| Kw       | Mo       | Di       | Mi       | Do       | Fr       | Sa       | So       |
| -------- | -------- | -------- | -------- | -------- | -------- | -------- | -------- |
| 44       |          |          |          |          | 1        | 2        | 3        |
| 45       | 4        | 5        | 6        | 7        | 8        | 9        | 10       |
| 46       | 11       | 12       | 13       | 14       | 15       | 16       | 17       |
| 47       | 18       | 19       | 20       | 21       | 22       | 23       | 24       |
| 48       | 25       | 26       | 27       | 28       | 29       | 30       |          |

| Dezember | Dezember | Dezember | Dezember | Dezember | Dezember | Dezember | Dezember |
| Kw       | Mo       | Di       | Mi       | Do       | Fr       | Sa       | So       |
| -------- | -------- | -------- | -------- | -------- | -------- | -------- | -------- |
| 48       |          |          |          |          |          |          | 1        |
| 49       | 2        | 3        | 4        | 5        | 6        | 7        | 8        |
| 50       | 9        | 10       | 11       | 12       | 13       | 14       | 15       |
| 51       | 16       | 17       | 18       | 19       | 20       | 21       | 22       |
| 52       | 23       | 24       | 25       | 26       | 27       | 28       | 29       |
| 1        | 30       | 31       |          |          |          |          |          |

| Januar | Januar | Januar | Januar | Januar | Januar | Januar | Januar |
| Kw     | Mo     | Di     | Mi     | Do     | Fr     | Sa     | So     |
| ------ | ------ | ------ | ------ | ------ | ------ | ------ | ------ |
| 1      | 1      | 2      | 3      | 4      | 5      | 6      | 7      |
| 2      | 8      | 9      | 10     | 11     | 12     | 13     | 14     |
| 3      | 15     | 16     | 17     | 18     | 19     | 20     | 21     |
| 4      | 22     | 23     | 24     | 25     | 26     | 27     | 28     |
| 5      | 29     | 30     | 31     |        |        |        |        |

| Februar | Februar | Februar | Februar | Februar | Februar | Februar | Februar |
| Kw      | Mo      | Di      | Mi      | Do      | Fr      | Sa      | So      |
| ------- | ------- | ------- | ------- | ------- | ------- | ------- | ------- |
| 5       |         |         |         | 1       | 2       | 3       | 4       |
| 6       | 5       | 6       | 7       | 8       | 9       | 10      | 11      |
| 7       | 12      | 13      | 14      | 15      | 16      | 17      | 18      |
| 8       | 19      | 20      | 21      | 22      | 23      | 24      | 25      |
| 9       | 26      | 27      | 28      | 29      |         |         |         |

| März | März | März | März | März | März | März | März |
| Kw   | Mo   | Di   | Mi   | Do   | Fr   | Sa   | So   |
| ---- | ---- | ---- | ---- | ---- | ---- | ---- | ---- |
| 9    |      |      |      |      | 1    | 2    | 3    |
| 10   | 4    | 5    | 6    | 7    | 8    | 9    | 10   |
| 11   | 11   | 12   | 13   | 14   | 15   | 16   | 17   |
| 12   | 18   | 19   | 20   | 21   | 22   | 23   | 24   |
| 13   | 25   | 26   | 27   | 28   | 29   | 30   | 31   |

| April | April | April | April | April | April | April | April |
| Kw    | Mo    | Di    | Mi    | Do    | Fr    | Sa    | So    |
| ----- | ----- | ----- | ----- | ----- | ----- | ----- | ----- |
| 14    | 1     | 2     | 3     | 4     | 5     | 6     | 7     |
| 15    | 8     | 9     | 10    | 11    | 12    | 13    | 14    |
| 16    | 15    | 16    | 17    | 18    | 19    | 20    | 21    |
| 17    | 22    | 23    | 24    | 25    | 26    | 27    | 28    |
| 18    | 29    | 30    |       |       |       |       |       |

| Mai | Mai | Mai | Mai | Mai | Mai | Mai | Mai |
| Kw  | Mo  | Di  | Mi  | Do  | Fr  | Sa  | So  |
| --- | --- | --- | --- | --- | --- | --- | --- |
| 18  |     |     | 1   | 2   | 3   | 4   | 5   |
| 19  | 6   | 7   | 8   | 9   | 10  | 11  | 12  |
| 20  | 13  | 14  | 15  | 16  | 17  | 18  | 19  |
| 21  | 20  | 21  | 22  | 23  | 24  | 25  | 26  |
| 22  | 27  | 28  | 29  | 30  | 31  |     |     |

| Juni | Juni | Juni | Juni | Juni | Juni | Juni | Juni |
| Kw   | Mo   | Di   | Mi   | Do   | Fr   | Sa   | So   |
| ---- | ---- | ---- | ---- | ---- | ---- | ---- | ---- |
| 22   |      |      |      |      |      | 1    | 2    |
| 23   | 3    | 4    | 5    | 6    | 7    | 8    | 9    |
| 24   | 10   | 11   | 12   | 13   | 14   | 15   | 16   |
| 25   | 17   | 18   | 19   | 20   | 21   | 22   | 23   |
| 26   | 24   | 25   | 26   | 27   | 28   | 29   | 30   |

| Juli | Juli | Juli | Juli | Juli | Juli | Juli | Juli |
| Kw   | Mo   | Di   | Mi   | Do   | Fr   | Sa   | So   |
| ---- | ---- | ---- | ---- | ---- | ---- | ---- | ---- |
| 27   | 1    | 2    | 3    | 4    | 5    | 6    | 7    |
| 28   | 8    | 9    | 10   | 11   | 12   | 13   | 14   |
| 29   | 15   | 16   | 17   | 18   | 19   | 20   | 21   |
| 30   | 22   | 23   | 24   | 25   | 26   | 27   | 28   |
| 31   | 29   | 30   | 31   |      |      |      |      |

| August | August | August | August | August | August | August | August |
| Kw     | Mo     | Di     | Mi     | Do     | Fr     | Sa     | So     |
| ------ | ------ | ------ | ------ | ------ | ------ | ------ | ------ |
| 31     |        |        |        | 1      | 2      | 3      | 4      |
| 32     | 5      | 6      | 7      | 8      | 9      | 10     | 11     |
| 33     | 12     | 13     | 14     | 15     | 16     | 17     | 18     |
| 34     | 19     | 20     | 21     | 22     | 23     | 24     | 25     |
| 35     | 26     | 27     | 28     | 29     | 30     | 31     |        |

| September | September | September | September | September | September | September | September |
| Kw        | Mo        | Di        | Mi        | Do        | Fr        | Sa        | So        |
| --------- | --------- | --------- | --------- | --------- | --------- | --------- | --------- |
| 35        |           |           |           |           |           |           | 1         |
| 36        | 2         | 3         | 4         | 5         | 6         | 7         | 8         |
| 37        | 9         | 10        | 11        | 12        | 13        | 14        | 15        |
| 38        | 16        | 17        | 18        | 19        | 20        | 21        | 22        |
| 39        | 23        | 24        | 25        | 26        | 27        | 28        | 29        |
| 40        | 30        |           |           |           |           |           |           |

| Oktober | Oktober | Oktober | Oktober | Oktober | Oktober | Oktober | Oktober |
| Kw      | Mo      | Di      | Mi      | Do      | Fr      | Sa      | So      |
| ------- | ------- | ------- | ------- | ------- | ------- | ------- | ------- |
| 40      |         | 1       | 2       | 3       | 4       | 5       | 6       |
| 41      | 7       | 8       | 9       | 10      | 11      | 12      | 13      |
| 42      | 14      | 15      | 16      | 17      | 18      | 19      | 20      |
| 43      | 21      | 22      | 23      | 24      | 25      | 26      | 27      |
| 44      | 28      | 29      | 30      | 31      |         |         |         |

| November | November | November | November | November | November | November | November |
| Kw       | Mo       | Di       | Mi       | Do       | Fr       | Sa       | So       |
| -------- | -------- | -------- | -------- | -------- | -------- | -------- | -------- |
| 44       |          |          |          |          | 1        | 2        | 3        |
| 45       | 4        | 5        | 6        | 7        | 8        | 9        | 10       |
| 46       | 11       | 12       | 13       | 14       | 15       | 16       | 17       |
| 47       | 18       | 19       | 20       | 21       | 22       | 23       | 24       |
| 48       | 25       | 26       | 27       | 28       | 29       | 30       |          |

| Dezember | Dezember | Dezember | Dezember | Dezember | Dezember | Dezember | Dezember |
| Kw       | Mo       | Di       | Mi       | Do       | Fr       | Sa       | So       |
| -------- | -------- | -------- | -------- | -------- | -------- | -------- | -------- |
| 48       |          |          |          |          |          |          | 1        |
| 49       | 2        | 3        | 4        | 5        | 6        | 7        | 8        |
| 50       | 9        | 10       | 11       | 12       | 13       | 14       | 15       |
| 51       | 16       | 17       | 18       | 19       | 20       | 21       | 22       |
| 52       | 23       | 24       | 25       | 26       | 27       | 28       | 29       |
| 1        | 30       | 31       |          |          |          |          |          |

## Ereignisse
- 31. Dezember: Ende des 1. Jahrtausends christlicher Zeitrechnung und des 10. Jahrhunderts

### Politik und Weltgeschehen

#### Skandinavische Besiedlung Amerikas

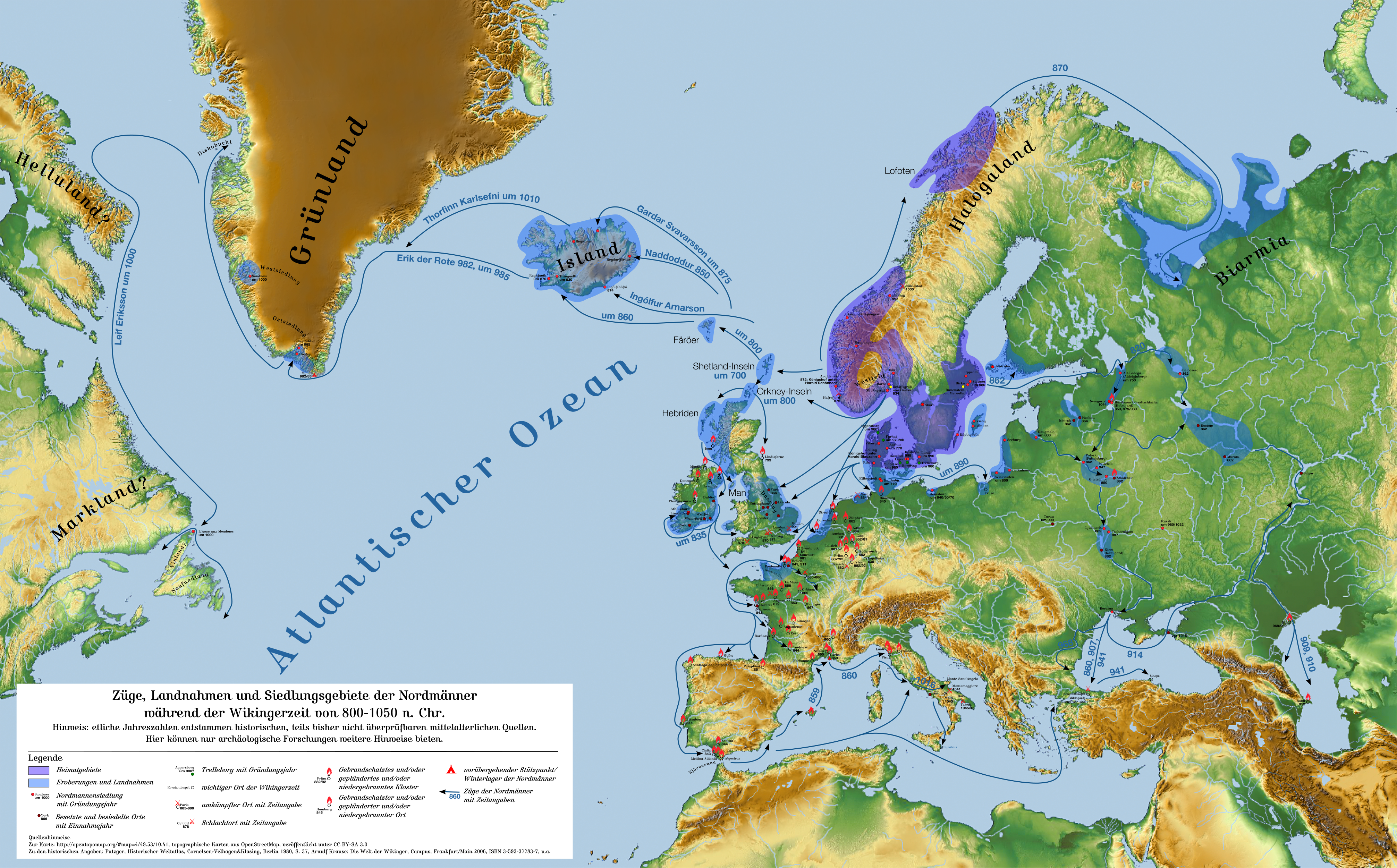
Züge, Landnahmen und Siedlungsgebiete der Nordmänner – 800–1050

Der isländische Wikinger Leif Eriksson überwintert auf einer Expeditionsreise von Grönland ausgehend in Vinland, dem zuvor von Bjarni Herjólfsson gesichteten Land, an der Ostküste des Kontinents, und gründet dort vermutlich die Siedlung Leifsbudir. Unter der Besatzung befindet sich auch der deutschsprachige Ziehvater Leifs mit dem in der Grænlendinga saga überlieferten Namen Tyrkir.

#### Nordeuropa/Ostsee
In der Seeschlacht von Svold siegt am 9. September eine Flotte der Dänen unter Sven Gabelbart und Schweden unter Olof Skötkonung entscheidend über christliche Norweger unter Olav Tryggvason, der in der Schlacht fällt. Die Sieger werden unterstützt von abtrünnigen Norwegern unter Erik Håkonsson, der den Tod seines Vaters Håkon Jarl rächen will. Die Norweger werden aus der Ostsee hinausgedrängt, Norwegen wird zwischen Schweden und Dänemark aufgeteilt.

#### Mitteleuropa
- 6. Februar: Kaiser Otto III. beschenkt das Benediktinerkloster Burtscheid mit dem Königshof Cagenberg in Bad Camberg.
- Februar/März: Auf einer Pilgerfahrt nach Gnesen erlässt Kaiser Otto III. den sogenannten Akt von Gnesen: Er errichtet die Kirchenprovinz Gnesen, was mit einer politischen Aufwertung des polnischen Fürsten Boleslaws verbunden ist, der unter anderem das Recht der Investitur erhält.
- vor dem 13. April: Als Nachfolger seines verstorbenen Vaters Markwart III. wird Adalbero von Eppenstein Markgraf der Mark an der Mur.
- Herzog Stephan von Ungarn sendet den Abt Astrik (Anastasius) aus dem Gefolge Adalberts von Prag zu Papst Silvester II. mit der Bitte um Gewährung der Königswürde. Unterstützt wird dieses Anliegen vom deutschen Kaiser Otto III., der mit Stephan verwandt ist und sich zur gleichen Zeit in Rom befindet. Anastasius bringt schließlich die Krönungsinsignien mit zurück nach Ungarn und wird später zum Bischof von Gran (Esztergom) ernannt, dem Oberhaupt der ungarischen Landeskirche. Die Königskrönung Stephans durch einen päpstlichen Gesandten am 17. August in Gran ist verbunden mit der Installierung dieser Landeskirche und vermutlich auch mit der Schenkung des Königreichs Ungarn an den Papst, der es darauf als Lehen an Stephan zurückgibt. Dieser Schritt, analog zur Schaffung des Königreichs Polen, soll die Herrschaft Stephans und die Kontinuität der Thronfolge in seiner Familie sichern.

#### Republik Venedig

Italien um 1000

Der venezianische Doge und Herzog von Dalmatien, Pietro II. Orseolo, besiegt am 9. Mai die dalmatinischen Piraten in der Adria und fixiert damit die Vorherrschaft Venedigs in der Region. Mit der Festa della Sensa wird noch Jahrhunderte später in Venedig dieses Ereignisses gedacht.

#### Iberische Halbinsel

Iberische Halbinsel 1000

Der neunjährige Sancho III. aus dem Haus Jiménez regiert unter Vormundschaft als Nachfolger seines verstorbenen Vaters García II. über das Königreich Navarra und die Grafschaft Aragón. Sein Reich steht dabei unter dem Druck des Kalifats von Córdoba unter seinem Heerführer Almansor.

#### Afrika
- 26. März: Der 15-jährige al-Hākim bi-amr Allāh, Kalif der Fatimiden in Ägypten, lädt seinen ehemaligen Lehrmeister und jetzigen Regenten Bardschawan zu einem Jagdausflug ein. Auf diesem Jagdausflug lässt er ihn ermorden und übernimmt eigenständig die Herrschaft im Reich.
- um 1000: Die Yoruba gründen die Siedlung Offa im heutigen Nigeria.

#### Urkundliche Ersterwähnungen
- Erste urkundliche Erwähnung von Oedingen, Elspe, Rethmar, Wasenweiler und Vinnen

### Wirtschaft
- 30. April: Das Kloster Helmarshausen (Hessen) erhält vom Kaiser das Münzrecht.
- um 1000: Der Alte Hansehafen in Stade wird angelegt.

### Wissenschaft und Technik
- In Japan wird die 50-Laute-Tafel entwickelt, eine systematische Zusammenstellung der Grundlaute der japanischen Silbenschriften (genauer: Morenschriften) Hiragana und Katakana.

### Kultur
- um 1000: Das Gedicht De Heinrico entsteht, das 19. Stück der Liedersammlung Carmina Cantabrigiensia. Der Dichter ist unbekannt, das Werk über einen nicht eindeutig identifizierten Herzog Heinrich aus Bayern steht in der Tradition der ottonischen Hofdichtung.
- um 1000: Das Evangeliar Ottos III. entsteht ebenso wie das Liuthar-Evangeliar.
- um 1000: Das Lotharkreuz wird gefertigt.

### Gesellschaft
- um 1000: Das Spiel Fuchs und Gänse ist von Island ausgehend in ganz Europa verbreitet.

### Religion
- 11. März: Während des Akts von Gnesen wird das Erzbistum Gnesen mit den Bistümern Breslau, Krakau und Kolberg durch Kaiser Otto III. errichtet.
- Poppon wird erster Bischof von Krakau.
- Stephan I. von Ungarn setzt nach seiner Erhebung zum König die Christianisierung Ungarns fort.
- Island wird christlich.
- Der Paderborner Dom wird bei einem Großbrand zerstört. Bischof Rethar beginnt umgehend mit dem Wiederaufbau.
- Um das Jahr 1000 ist fast ganz Osteuropa christlich.
- um 1000: Auf dem Gelände der Stederburg wird das Stift Steterburg erbaut.
- um 1000: Herzog Otto von Kärnten gründet das Stift Sinsheim.

### Natur und Umwelt
- um 1000: Ausbruch des Ätna am Monte Sona,[1] der nach Südwesten einen 8 Kilometer langen Lavafluss nach Paternò entsendet

## Historische Karten und Ansichten

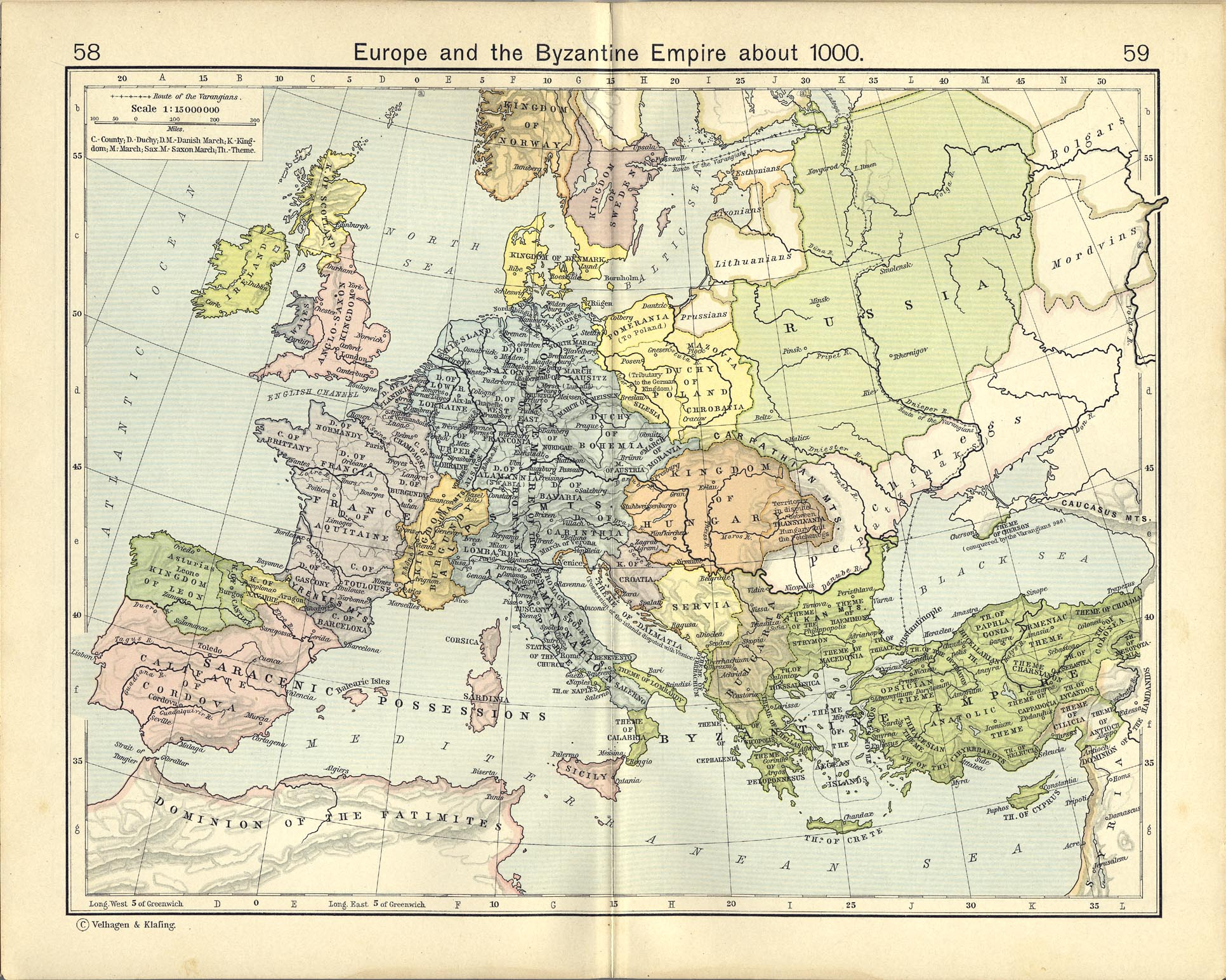
Europa um 1000

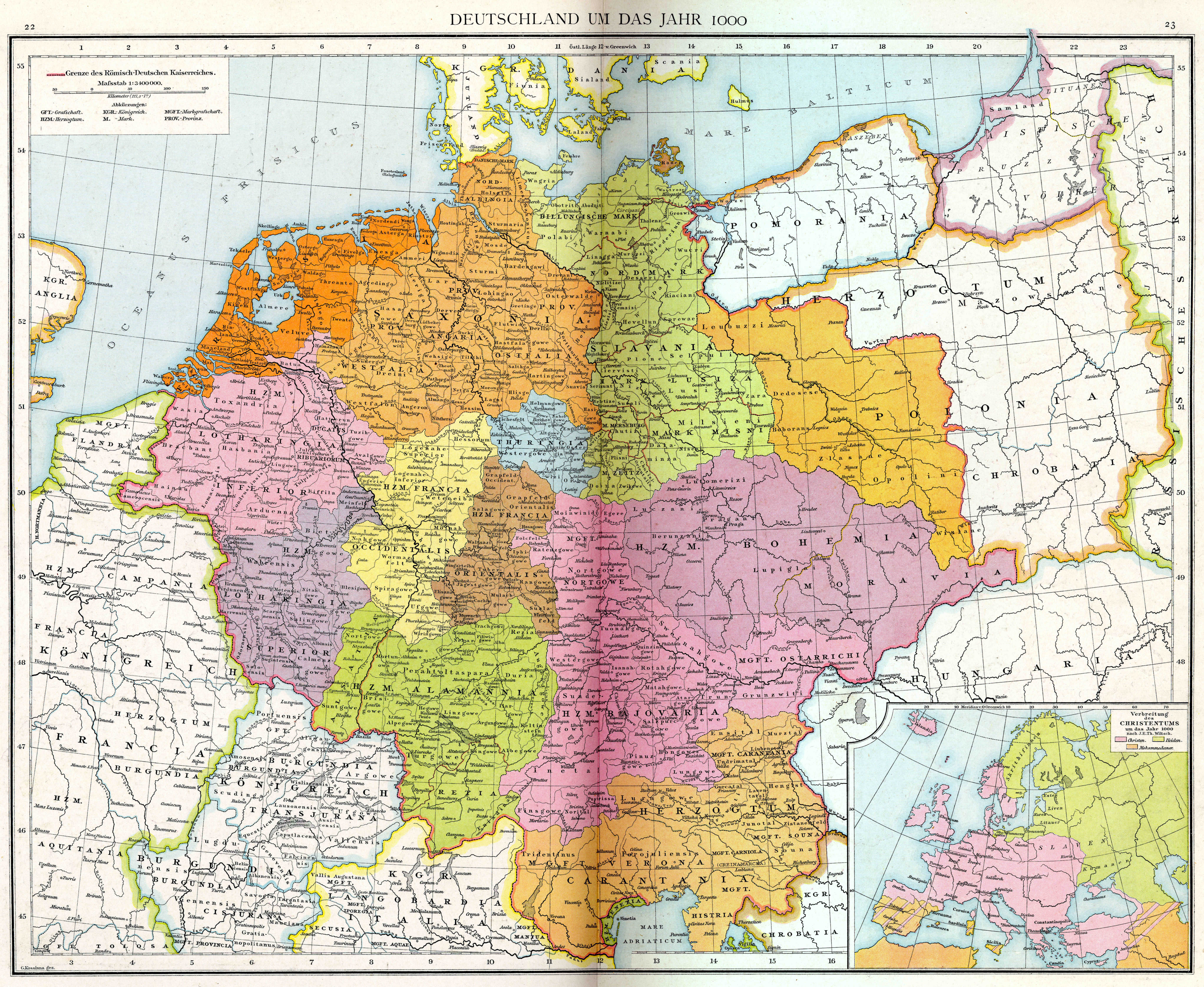
Das Heilige Römische Reich um das Jahr 1000

## Größte Städte der Welt im Jahr 1000
| Metropolregionen |                |                             |           |
| Rang             | Name           | Region                      | Einwohner |
| 1.               | Kaifeng        | Kaiserreich China           | 500.000   |
| 2.               | Córdoba        | Kalifat von Córdoba         | 450.000   |
| 3.               | Konstantinopel | Byzanz                      | 430.000   |
| 4.               | Angkor         | Khmer-Reich, Kambodscha     | 200.000   |
| 5.               | Kyōto          | Japan                       | 175.000   |
| 6.               | Kairo          | Fatimidenreich, Ägypten     | 135.000   |
| 7.               | Bagdad         | Buyiden-Reich, Persien/Irak | 125.000   |
| 8.               | Neyshabur      | Persien                     | 125.000   |
| 9.               | Al-Hasa        | Reich der Qarmaten, Arabien | 110.000   |
| 10.              | Patan          | Nepal                       | 100.000   |

## Geboren

### Genaues Geburtsdatum unbekannt
- Adalbert, Herzog von Lothringen († 1048)
- Gonçalo Trastamires, portugiesischer Ritter und Regent († 1039)

### Geboren um 1000
- um 990/1000: Esico von Ballenstedt, deutscher Adeliger, Stammvater der Askanier († um 1060)
- 995/1000: Hemma von Gurk, Kärntner Adelige, Kirchen- und Klostergründerin, katholische Heilige († um 1045)
- Abarhild, Äbtissin des freiweltlichen Damenstifts Buchau
- Adalbert von Bremen, Erzbischof von Bremen und Hamburg († 1072)
- Arialdus, Diakon in der Region um Mailand, Heiliger der katholischen Kirche († 1066)
- Baldwin, Erzbischof von Salzburg († 1060)
- Berthold I., der Bärtige, Herzog von Kärnten und Markgraf von Verona († 1078)
- Burchard I. von Halberstadt, deutscher Kleriker, Politiker und Bischof († 1059)
- Konstantin IX., Kaiser von Byzanz († 1055)
- Leutbert von Cambrai, Bischof von Cambrai und Reichsfürst im Hochstift Cambrai († 1076)
- Michael I., Patriarch von Konstantinopel († 1059)
- Otto, Herzog und Mitregent von Polen († 1033)
- Uta von Ballenstedt, Mitstifterin des Naumburger Doms; Frau von Markgraf Ekkehard II. († vor 1046)

## Gestorben

### Todesdatum gesichert
- 26. März: Bardschawan, Wesir und regierender Minister des Fatimiden-Kalifats
- 9. September: Olav I. Tryggvason, König von Norwegen (* 968)
- 18. September: Tyra Haraldsdatter, Königin von Norwegen

### Genaues Todesdatum unbekannt
- vor dem 13. April: Markwart III., Markgraf der Kärntner Mark an der Mur
- 17. Mai/17. Juni: Ramwod, Abt im Kloster Sankt Emmeram (* um 900)

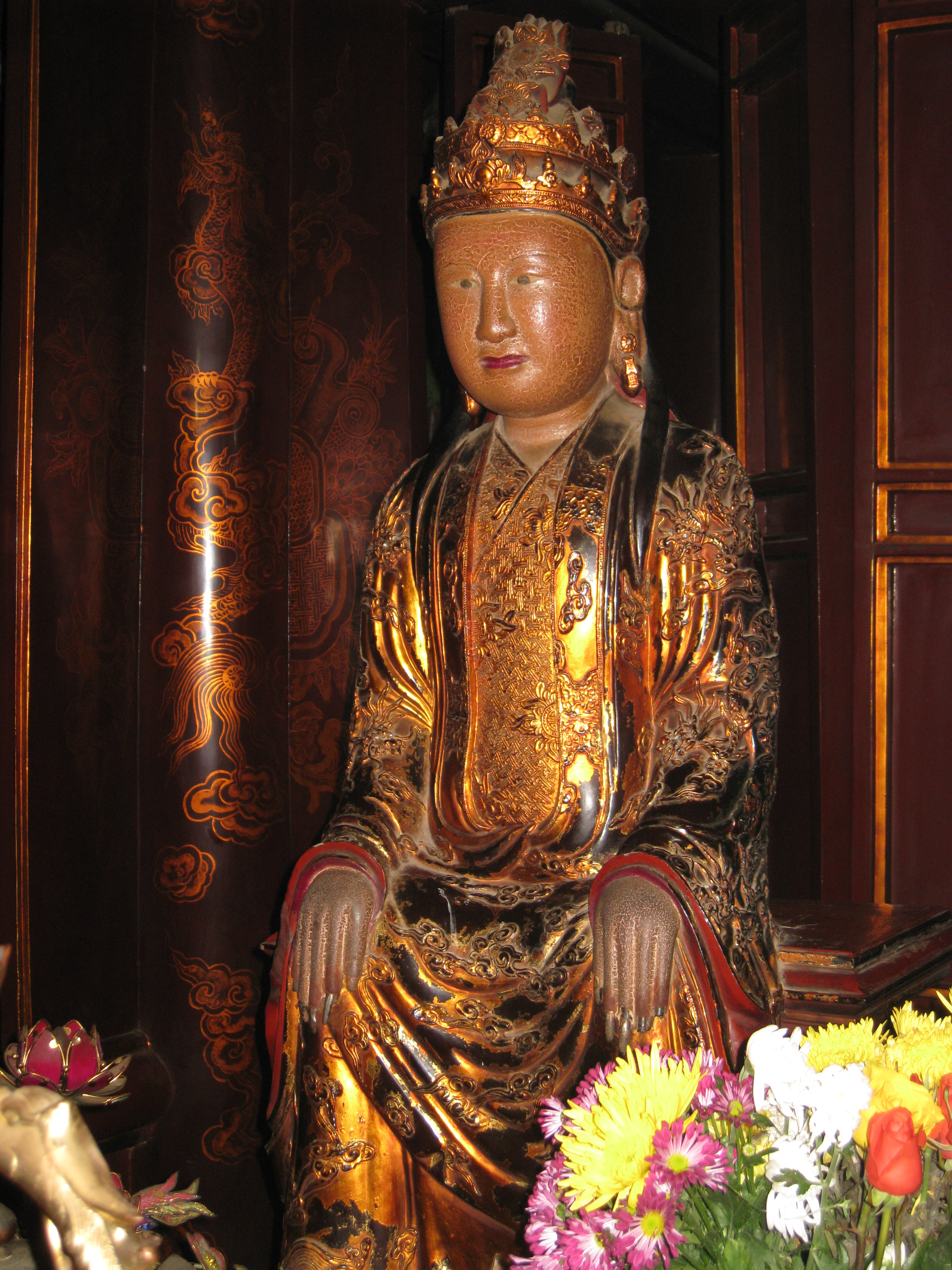
Statue der Dương Vân Nga in Hoa Lư

- Dương Vân Nga, vietnamesische Kaisergemahlin und Regentin
- Garcia II., König von Navarra und Graf von Aragón (* um 964)
- Hassan ibn Ammar al-Kutami, Wesir der Fatimiden

### Gestorben um 1000
- Abu Sahl al-Quhi, persischer Astronom und Mathematiker (* um 940)
- 1000/1015: Adelwiva, flandrische Adelige, Heilige der katholischen Kirche